# Distrito electoral de Willow Springs (Nebraska)
Willow Springs (en inglés: Willow Springs Precinct) es un distrito electoral ubicado en el condado de Garfield en el estado estadounidense de Nebraska. En el Censo de 2010 tenía una población de 211 habitantes y una densidad poblacional de 1,67 personas por km².

## Geografía
Willow Springs se encuentra ubicado en las coordenadas 41°50′20″N 99°6′25″O / 41.83889, -99.10694. Según la Oficina del Censo de los Estados Unidos, Willow Springs tiene una superficie total de 126.53 km², de la cual 125.98 km² corresponden a tierra firme y (0.44%) 0.55 km² es agua.

## Demografía
Según el censo de 2010, había 211 personas residiendo en Willow Springs. La densidad de población era de 1,67 hab./km². De los 211 habitantes, Willow Springs estaba compuesto por el 99.53% blancos, el 0% eran afroamericanos, el 0% eran amerindios, el 0% eran asiáticos, el 0.47% eran isleños del Pacífico, el 0% eran de otras razas y el 0% pertenecían a dos o más razas. Del total de la población el 0.47% eran hispanos o latinos de cualquier raza.